# Saint-Vigor-des-Monts
Saint-Vigor-des-Monts és un municipi francès situat al departament de la Manche i a la regió de Normandia. L'any 2007 tenia 289 habitants.

## Demografia

### Població
El 2007 la població de fet de Saint-Vigor-des-Monts era de 289 persones. Hi havia 120 famílies de les quals 36 eren unipersonals (24 homes que vivien sols i 12 dones que vivien soles), 44 parelles sense fills i 40 parelles amb fills.
La població ha evolucionat segons el següent gràfic:
Habitants censats

### Habitatges
El 2007 hi havia 178 habitatges, 124 eren l'habitatge principal de la família, 31 eren segones residències i 22 estaven desocupats. Tots els 178 habitatges eren cases. Dels 124 habitatges principals, 88 estaven ocupats pels seus propietaris, 34 estaven llogats i ocupats pels llogaters i 2 estaven cedits a títol gratuït; 1 tenia una cambra, 9 en tenien dues, 20 en tenien tres, 26 en tenien quatre i 68 en tenien cinc o més. 118 habitatges disposaven pel capbaix d'una plaça de pàrquing. A 66 habitatges hi havia un automòbil i a 53 n'hi havia dos o més.

### Piràmide de població
La piràmide de població per edats i sexe el 2009 era:
| Homes | Edats   | Dones |
| ----- | ------- | ----- |
| 0     | 95 o +  | 0     |
| 0     | 90 a 94 | 0     |
| 0     | 85 a 89 | 4     |
| 0     | 80 a 84 | 4     |
| 0     | 75 a 79 | 8     |
| 12    | 70 a 74 | 12    |
| 8     | 65 a 69 | 16    |
| 16    | 60 a 64 | 4     |
| 8     | 55 a 59 | 12    |
| 16    | 50 a 54 | 8     |
| 0     | 45 a 49 | 8     |
| 8     | 40 a 44 | 0     |
| 8     | 35 a 39 | 4     |
| 20    | 30 a 34 | 8     |
| 20    | 25 a 29 | 16    |
| 4     | 20 a 24 | 8     |
| 8     | 15 a 19 | 8     |
| 8     | 10 a 14 | 0     |
| 4     | 5 a 9   | 4     |
| 12    | 0 a 4   | 12    |

## Economia
El 2007 la població en edat de treballar era de 157 persones, 111 eren actives i 46 eren inactives. De les 111 persones actives 102 estaven ocupades (60 homes i 42 dones) i 9 estaven aturades (2 homes i 7 dones). De les 46 persones inactives 24 estaven jubilades, 7 estaven estudiant i 15 estaven classificades com a «altres inactius».

### Ingressos
El 2009 a Saint-Vigor-des-Monts hi havia 115 unitats fiscals que integraven 267,5 persones, la mediana anual d'ingressos fiscals per persona era de 12.240 €.

### Activitats econòmiques
Dels 6 establiments que hi havia el 2007, 1 era d'una empresa de fabricació d'altres productes industrials, 3 d'empreses de construcció, 1 d'una empresa de comerç i reparació d'automòbils i 1 d'una empresa d'informació i comunicació.
Dels 3 establiments de servei als particulars que hi havia el 2009, 1 era un paleta, 1 fusteria i 1 lampisteria.
L'únic establiment comercial que hi havia el 2009 era una botiga de menys de 120 m².
L'any 2000 a Saint-Vigor-des-Monts hi havia 44 explotacions agrícoles que ocupaven un total de 1274 hectàrees.

## Poblacions més properes
El següent diagrama mostra les poblacions més properes.